# Cupa Cupelor 1963-1964
Cupa Cupelor 1963-1964 a fost cea de-a patra ediție a competiției destinate câștigătoarelor cupelor naționale.
Au participat 29 de cluburi din 28 de țări. Deținătoarea trofeului Tottenham Hotspur FC, 23 de câștigătoare de cupă, 4 finaliste (Linzer ASK, Olympique Lyonnais, Celtic FC Glasgow și Fenerbahçe SK Istanbul), , la care s-a adăugat ocupanta locului doi din campionatul Ungariei – MTK Budapesta, țară în care nu s-a organizat cupa în sezonul 1961-62.
Tottenham Hotspur FC nu și-a putut apăra trofeul fiind eliminată în faza optimilor de finală de către Manchester United FC.
România a fost reprezentată de FC Petrolul Ploiești, eliminată în preliminarii de către  reprezentanta Turciei, Fenerbahçe SK Istanbul.
Finala s-a disputat la 13 mai 1964, pe stadionul Heysel, din Bruxelles. Sporting CP și MTK Budapesta terminând la egalitate (3 - 3) după prelungiri. Rejucarea de pe stadionul Bosuilstadion, din Anvers, disputată două zile mai târziu, a fost câștigată de lusitani cu scorul de 1 – 0, devenind astfel primul club portughez care câștigă un trofeul.
Golgheterul ediției a fost Mascarenhas (Sporting CP) cu 11 goluri.

## Meciuri preliminarii
| Echipa 1               | Total  | Echipa 2                             | Turul I | Turul II | Baraj |
| ---------------------- | ------ | ------------------------------------ | ------- | -------- | ----- |
| Atalanta BC            | 3 – 3  | Sporting CP                          | 2 – 0   | 1 – 3    | 1 – 3 |
| APOEL FC Nicosia       | 7 – 0  | SK Gjøvik–Lyn                        | 6 – 0   | 1 – 0    |       |
| Fenerbahçe SK Istanbul | 4 – 2  | FC Petrolul Ploiești                 | 4 – 1   | 0 – 1    |       |
| Helsingin Palloseura   | 2 – 12 | Slovan CHZJD Bratislava              | 1 – 4   | 1 – 8    |       |
| Sliema Wanderers FC    | 0 – 2  | Borough United FC Llandudno Junction | 0 – 0   | 0 – 2    |       |
| FC Basel               | 1 – 10 | Celtic FC Glasgow                    | 1 – 5   | 0 – 5    |       |
| Shelbourne FC          | 1 – 5  | FC Barcelona                         | 0 – 2   | 1 – 3    |       |
| Hamburger SV           | 7 – 2  | Union Sportive Luxemburg             | 4 – 0   | 3 – 2    |       |
| Willem II Tilburg      | 2 – 7  | Manchester United FC                 | 1 – 1   | 1 – 6    |       |
| Olympiacos SF Pireu    | 2 – 2  | GKS Zagłębie Sosnowiec               | 2 – 1   | 0 – 1    | 2 – 0 |
| MTK Budapesta          | 2 – 1  | FD Slavia Sofia                      | 1 – 0   | 1 – 1    |       |
| Olympique Lyonnais     | 6 – 2  | Boldklubben 1913 Odense              | 3 – 1   | 3 – 1    |       |
| Linzer ASK             | 1 – 1  | NK Dinamo Zagreb                     | 1 – 0   | 0 – 1    | 1 – 1 |

Calificate direct: Tottenham Hotspur FC – deținătoarea trofeului, Linfield FC Belfast și BSG Motor Zwickau.

### Turul I
| Atalanta BC                  | 2 – 0 | Sporting CP |
| ---------------------------- | ----- | ----------- |
| Calvanese 74' Domenghini 86' |       |             |

| APOEL FC Nicosia                                                     | 6 – 0 | SK Gjøvik–Lyn |
| -------------------------------------------------------------------- | ----- | ------------- |
| Chailis 15', 61', 80' Agathokleous 67' Papallos 78' Kandzilieris 86' |       |               |

| Fenerbahçe SK Istanbul              | 4 – 1 | FC Petrolul Ploiești |
| ----------------------------------- | ----- | -------------------- |
| Birol 55', 68' Soydan 56' Günar 70' |       | Dridea 74'           |

| Helsingin Palloseura | 1 – 4 | Slovan CHZJD Bratislava              |
| -------------------- | ----- | ------------------------------------ |
| Rautiainen 72'       |       | Molnár 8' Obert 15', 19' Velecká 52' |

| Sliema Wanderers FC | 0 – 0 | Borough United FC Llandudno Junction |
| ------------------- | ----- | ------------------------------------ |
|                     |       |                                      |

| FC Basel   | 1 – 5 | Celtic FC Glasgow                          |
| ---------- | ----- | ------------------------------------------ |
| Blumer 78' |       | Divers 21' Hughes 43', 65', 77' Lennox 53' |

| Shelbourne FC | 0 – 2 | FC Barcelona          |
| ------------- | ----- | --------------------- |
|               |       | Zaldúa 45' Pereda 77' |

| Hamburger SV                    | 4 – 0 | Union Sportive Luxemburg |
| ------------------------------- | ----- | ------------------------ |
| Boyens 28', 32', 63' Seeler 38' |       |                          |

| Willem II Tilburg | 1 – 1 | Manchester United FC |
| ----------------- | ----- | -------------------- |
| Louer 9'          |       | Herd 11' 80'         |

| Olympiacos SF Pireu | 2 – 1 | GKS Zagłębie Sosnowiec |
| ------------------- | ----- | ---------------------- |
| Sideris 47', 63'    |       | Piecyk 88'             |

| MTK Budapesta | 1 – 0 | FD Slavia Sofia |
| ------------- | ----- | --------------- |
| Sándor 8'     |       |                 |

| Olympique Lyonnais                   | 3 – 1 | Boldklubben 1913 Odense |
| ------------------------------------ | ----- | ----------------------- |
| Combin 10' Di Nallo 14' Taberner 55' |       | Rasmussen 44'           |

| Linzer ASK | 1 – 0 | NK Dinamo Zagreb |
| ---------- | ----- | ---------------- |
| Fürst 32'  |       |                  |

### Turul II
| Slovan CHZJD Bratislava                                                    | 8 – 1 | Helsingin Palloseura |
| -------------------------------------------------------------------------- | ----- | -------------------- |
| Obert 20', 81' Moravčík 55', 57' Cvetler 62' Velecká 65', 76' Hrdlička 70' |       | Raatikainen 84'      |

Slovan CHZJD Bratislava s–a calificat cu scorul general 12–2
| SK Gjøvik–Lyn | 0 – 1 | APOEL FC Nicosia   |
| ------------- | ----- | ------------------ |
|               |       | Partakis 15' (pen) |

APOEL FC Nicosia s–a calificat cu scorul general 7–0
| Union Sportive Luxemburg  | 2 – 3 | Hamburger SV                    |
| ------------------------- | ----- | ------------------------------- |
| Winandy 70' Bernardin 38' |       | Giesemann 20', 62' Kurbjuhn 83' |

Hamburger SV s–a calificat cu scorul general 7–2
| GKS Zagłębie Sosnowiec | 1 – 0 | Olympiacos SF Pireu |
| ---------------------- | ----- | ------------------- |
| Krawiarz 41'           |       | Polychroniou 47'    |

La scorul general 2–2 s–a disputat un meci de baraj.
| Borough United FC Llandudno Junction | 2 – 0 | Sliema Wanderers FC |
| ------------------------------------ | ----- | ------------------- |
| Duffy 35' Pritchard 57'              |       |                     |

Borough United FC Llandudno Junction s–a calificat cu scorul general 2–0.
| Celtic FC Glasgow                                     | 5 – 0 | FC Basel |
| ----------------------------------------------------- | ----- | -------- |
| Johnstone 3' Divers 42', 88' Murdoch 62' Chalmers 78' |       |          |

Celtic FC Glasgow s–a calificat cu scorul general 10–1.
| Sporting CP                          | 3 – 1 | Atalanta BC     |
| ------------------------------------ | ----- | --------------- |
| Figueiredo 5' Mascarenhas 63' Bé 77' |       | Christensen 18' |

La scorul general 3–3 s–a disputat un meci de baraj.
| FD Slavia Sofia | 1 – 1 | MTK Budapesta |
| --------------- | ----- | ------------- |
| Mishev 4'       |       | Kuti 35'      |

MTK Budapesta s–a calificat cu scorul general 2–1
| Manchester United FC                               | 6 – 1 | Willem II Tilburg   |
| -------------------------------------------------- | ----- | ------------------- |
| Setters 6' Law 13', 32', 69' Charlton 64' Herd 80' |       | Cantwell 36' (a.g.) |

Manchester United FC s–a calificat cu scorul general 7–2
| FC Barcelona                | 3 – 1 | Shelbourne FC    |
| --------------------------- | ----- | ---------------- |
| Kocsis 36' Fusté 77' Ré 80' |       | Bonham 29' (pen) |

FC Barcelona s–a calificat cu scorul general 5–1.
| FC Petrolul Ploiești | 1 – 0 | Fenerbahçe SK Istanbul |
| -------------------- | ----- | ---------------------- |
| Dridea 14'           |       |                        |

Fenerbahçe SK Istanbul s–a calificat cu scorul general 4–2
| Boldklubben 1913 Odense | 1 – 3 | Olympique Lyonnais           |
| ----------------------- | ----- | ---------------------------- |
| Hansen 10'              |       | Di Nallo 15' Combin 20', 87' |

Olympique Lyonnais s–a calificat cu scorul general 6–2
| NK Dinamo Zagreb | 1 – 0 | Linzer ASK |
| ---------------- | ----- | ---------- |
| Fürst 32'        |       |            |

La scorul general 1–1 s–a disputat un meci de baraj.

### Baraj
| Sporting CP                     | 3 – 1 (d.p.) | Atalanta BC |
| ------------------------------- | ------------ | ----------- |
| Mascarenhas 24', 116' Lúcio 96' |              | Nova 21'    |

Sporting CP s–a calificat.
| Olympiacos SF Pireu    | 2 – 0 | GKS Zagłębie Sosnowiec |
| ---------------------- | ----- | ---------------------- |
| Sideris 38' Tzinis 52' |       |                        |

Olympiacos SF Pireu s–a calificat.
| Linzer ASK | 1 – 1 (d.p.) | NK Dinamo Zagreb |
| ---------- | ------------ | ---------------- |
| Nemeth 49' |              | Rauš 38'         |

NK Dinamo Zagreb s–a calificat în urma tragerii la sorți.

## Optimi de finală
| Echipa 1                             | Total  | Echipa 2                | Turul I | Turul II | Baraj |
| ------------------------------------ | ------ | ----------------------- | ------- | -------- | ----- |
| Sporting CP                          | 18 – 1 | APOEL FC Nicosia        | 16 – 1  | 2 – 0    |       |
| Fenerbahçe SK Istanbul               | 4 – 3  | Linfield FC Belfast     | 4 – 1   | 0 – 2    |       |
| BSG Motor Zwickau                    | 1 – 2  | MTK Budapesta           | 1 – 0   | 0 – 2    |       |
| Olympique Lyonnais                   | 5 – 3  | Olympiacos SF Pireu     | 4 – 1   | 1 – 2    |       |
| FC Barcelona                         | 4 – 4  | Hamburger SV            | 4 – 4   | 0 – 0    | 2 – 3 |
| Tottenham Hotspur FC                 | 3 – 4  | Manchester United FC    | 2 – 0   | 1 – 4    |       |
| Celtic FC Glasgow                    | 4 – 2  | NK Dinamo Zagreb        | 3 – 0   | 1 – 2    |       |
| Borough United FC Llandudno Junction | 0 – 4  | Slovan CHZJD Bratislava | 0 – 1   | 0 – 3    |       |

### Turul I
| Sporting CP | 16 – 1 | APOEL FC Nicosia |
| --- | ------ | ---------------- |
| Mascarenhas 5', 20', 27', 51', 84', 88' Ferreira Pinto 7', 65' Lino 35' Louro 36' Pérides 48' Martins 64', 81' Figueiredo 67', 72', 76' |        | Andreou 24'      |

| Fenerbahçe SK Istanbul            | 4 – 1 | Linfield FC Belfast |
| --------------------------------- | ----- | ------------------- |
| Altıparmak 4' Birol 34', 53', 77' |       | Dickson 85'         |

| BSG Motor Zwickau | 1 – 0 | MTK Budapesta |
| ----------------- | ----- | ------------- |
| Jacob 51'         |       |               |

| Olympique Lyonnais                      | 4 – 1 | Olympiacos SF Pireu |
| --------------------------------------- | ----- | ------------------- |
| Combin 19', 33', 54' (pen) Leborgne 89' |       | Papazoglou 22'      |

| FC Barcelona                                | 4 – 4 | Hamburger SV                          |
| ------------------------------------------- | ----- | ------------------------------------- |
| Pereda 24' Fusté 38' (pen), 76' Zaballa 56' |       | Seeler 18', 72' Dörfel 32' Eladio 60' |

| Tottenham Hotspur FC | 2 – 0 | Manchester United FC |
| -------------------- | ----- | -------------------- |
| MacKay 67' Dyson 88' |       |                      |

| Celtic FC Glasgow            | 3 – 0 | NK Dinamo Zagreb |
| ---------------------------- | ----- | ---------------- |
| Chalmers 10', 13' Hughes 62' |       |                  |

| Borough United FC Llandudno Junction | 0 – 1 | Slovan CHZJD Bratislava |
| ------------------------------------ | ----- | ----------------------- |
|                                      |       | Molnár 52'              |

### Turul II
| APOEL FC Nicosia | 0 – 2 | Sporting CP                 |
| ---------------- | ----- | --------------------------- |
|                  |       | Martins 37' Mascarenhas 54' |

Sporting CP s–a calificat cu scorul general 18–2.
| MTK Budapesta            | 2 – 0 | BSG Motor Zwickau |
| ------------------------ | ----- | ----------------- |
| Kovács III 61' Bödör 71' |       |                   |

MTK Budapesta s–a calificat cu scorul general 2–1.
| Olympiacos SF Pireu         | 2 – 1 | Olympique Lyonnais |
| --------------------------- | ----- | ------------------ |
| Sideris 17' Kyprianidis 58' |       | Combin 90'         |

Olympique Lyonnais s–a calificat cu scorul general 5–3.
| Manchester United FC           | 4 – 1 | Tottenham Hotspur FC |
| ------------------------------ | ----- | -------------------- |
| Herd 7', 53' Charlton 77', 88' |       | Greaves 54'          |

Manchester United FC s–a calificat cu scorul general 4–3.
| Linfield FC Belfast    | 2 – 0 | Fenerbahçe SK Istanbul |
| ---------------------- | ----- | ---------------------- |
| Craig 13' Ferguson 83' |       |                        |

Fenerbahçe SK Istanbul s–a calificat cu scorul general 4–3.
| Hamburger SV | 0 – 0 | FC Barcelona |
| ------------ | ----- | ------------ |
|              |       |              |

La scorul general 4–4 s–a disputat un meci de baraj.
| NK Dinamo Zagreb      | 2 – 1 | Celtic FC Glasgow |
| --------------------- | ----- | ----------------- |
| Lamza 64' Zambata 85' |       | Murdoch 42'       |

Celtic FC Glasgow s–a calificat cu scorul general 4–2.
| Slovan CHZJD Bratislava      | 3 – 0 | Borough United FC Llandudno Junction |
| ---------------------------- | ----- | ------------------------------------ |
| Molnár 52', 58' Moravčík 73' |       |                                      |

Slovan CHZJD Bratislava s–a calificat cu scorul general 4–0.

### Baraj
| Hamburger SV              | 3 – 2 | FC Barcelona    |
| ------------------------- | ----- | --------------- |
| Bähre 51' Seeler 65', 82' |       | Kocsis 61', 63' |

Hamburger SV s–a calificat.

## Sferturi  de finală
| Echipa 1             | Total | Echipa 2                | Turul I | Turul II | Baraj |
| -------------------- | ----- | ----------------------- | ------- | -------- | ----- |
| Celtic FC Glasgow    | 2 – 0 | Slovan CHZJD Bratislava | 1 – 0   | 1 – 0    |       |
| Manchester United FC | 4 – 6 | Sporting CP             | 4 – 1   | 0 – 5    |       |
| MTK Budapesta        | 3 – 3 | Fenerbahçe SK Istanbul  | 2 – 0   | 1 – 3    | 1 – 0 |
| Hamburger SV         | 1 – 3 | Olympique Lyonnais      | 1 – 1   | 0 – 2    |       |

### Turul I
| Celtic FC Glasgow | 1 – 0 | Slovan CHZJD Bratislava |
| ----------------- | ----- | ----------------------- |
| Murdoch 71' (pen) |       |                         |

| Manchester United FC           | 4 – 1 | Sporting CP |
| ------------------------------ | ----- | ----------- |
| Law 22', 60', 72' Charlton 38' |       | Osvaldo 65' |

| MTK Budapesta             | 2 – 0 | Fenerbahçe SK Istanbul |
| ------------------------- | ----- | ---------------------- |
| Vasas 77' (pen) Bödör 81' |       | Has 76'                |

| Hamburger SV | 1 – 1 | Olympique Lyonnais |
| ------------ | ----- | ------------------ |
| Dörfel 17'   |       | Mignot 10'         |

### Turul II
| Slovan CHZJD Bratislava | 0 – 1 | Celtic FC Glasgow |
| ----------------------- | ----- | ----------------- |
|                         |       | Hughes 85'        |

Celtic Glasgow s–a calificat cu scorul general 2–0.
| Sporting CP                                  | 5 – 0 | Manchester United FC |
| -------------------------------------------- | ----- | -------------------- |
| Osvaldo 3', 12', 54' Carvalho 47' Morais 52' |       |                      |

Sporting CP s–a calificat cu scorul general 6–4.
| Fenerbahçe SK Istanbul        | 3 – 1 | MTK Budapesta |
| ----------------------------- | ----- | ------------- |
| Altıparmak 8', 75' Soydan 66' |       | Bödör 80'     |

La scorul general 3–3 s–a disputat un meci de baraj.
| Olympique Lyonnais  | 2 – 0 | Hamburger SV |
| ------------------- | ----- | ------------ |
| Combin 15', 62' 75' |       |              |

Olympique Lyonnais s–a calificat cu scorul general 3–1.

### Baraj
| MTK Budapesta | 1 – 0 | Fenerbahçe SK Istanbul |
| ------------- | ----- | ---------------------- |
| Kuti 86'      |       |                        |

MTK Budapesta s–a calificat.

## Semifinale
| Echipa 1           | Total | Echipa 2      | Turul I | Turul II | Baraj |
| ------------------ | ----- | ------------- | ------- | -------- | ----- |
| Olympique Lyonnais | 1 – 1 | Sporting CP   | 0 – 0   | 1 – 1    | 0 – 1 |
| Celtic FC Glasgow  | 3 – 4 | MTK Budapesta | 3 – 0   | 0 – 4    |       |

### Turul I
| Olympique Lyonnais | 0 – 0 | Sporting CP |
| ------------------ | ----- | ----------- |
|                    |       |             |

| Celtic FC Glasgow               | 3 – 0 | MTK Budapesta |
| ------------------------------- | ----- | ------------- |
| Johnstone 41' Chalmers 65', 76' |       |               |

### Turul II
| Sporting CP        | 1 – 1 | Olympique Lyonnais |
| ------------------ | ----- | ------------------ |
| Carvalho 48' (pen) |       | Combin 13'         |

La scorul general 1–1 s–a disputat un meci de baraj.
| MTK Budapesta                            | 4 – 0 | Celtic FC Glasgow |
| ---------------------------------------- | ----- | ----------------- |
| Kuti 12', 82' Vasas 47' (pen) Sándor 62' |       |                   |

MTK Budapesta s–a calificat cu scorul general 4–3.

### Baraj
| Sporting CP | 1 – 0 | Olympique Lyonnais |
| ----------- | ----- | ------------------ |
| Osvaldo 65' |       | Dumas 70'          |

Sporting CP s–a calificat.

## Finala
| Sporting CP | Sporting CP | MTK Budapesta | MTK Budapesta |
| | \| Finala \| \| 13 mai 1964, ora 19:30 la Bruxelles (Heysel) \| \| Scor: 3 – 3 (d.p.) (3 – 3, 2 – 1) \| \| Spectatori: 3.208 \| \| Arbitru: José González Echeverría, Spania \| |               |               |
| Joaquim Carvalho Pedro Gomes João Morais José Carlos Alexandre Baptista Fernando Mendes Geo Carvalho Mascarenhas Bé Ernesto Figueiredo Osvaldo Da Silva Antrenor: Anselmo Fernández | Ferenc Kovalik György Keszei István Nagy József Danszky István Jenei Ferenc Kovács Károly Sándor Mihály Vasas István Kuti István Halápi László Bödör Antrenor: Béla Volentik    |               |               |
| 1 – 1 Mascarenhas (47) 2 – 1 Ernesto Figueiredo (45) 3 – 3 Ernesto Figueiredo (80)                                                                                                  | 0 – 1 Károly Sándor (19) 2 – 2 István Kuti (73) 2 – 3 Károly Sándor (75) |               |               |
| Finala | |               |               |
| 13 mai 1964, ora 19:30 la Bruxelles (Heysel) | |               |               |
| Scor: 3 – 3 (d.p.) (3 – 3, 2 – 1) | |               |               |
| Spectatori: 3.208 | |               |               |
| Arbitru: José González Echeverría, Spania | |               |               |

## Rejucare
| Sporting CP | Sporting CP | MTK Budapesta | MTK Budapesta |
| | \| Finala \| \| 15 mai 1964, ora 19:30 la Anvers (Bosuilstadion) \| \| Scor: 1 – 0 (1 – 0) \| \| Spectatori: 13.924 \| \| Arbitru: Gérard Versyp, Belgia \|                  |               |               |
| Joaquim Carvalho Pedro Gomes João Morais José Carlos Alexandre Baptista Fernando Mendes Geo Carvalho Mascarenhas José Pérides Ernesto Figueiredo Osvaldo Da Silva Antrenor: Anselmo Fernández | Ferenc Kovalik György Keszei István Nagy József Danszky István Jenei Ferenc Kovács Károly Sándor Mihály Vasas István Kuti István Halápi László Bödör Antrenor: Béla Volentik |               |               |
| 1 – 0 João Morais (20) | |               |               |
| Finala | |               |               |
| 15 mai 1964, ora 19:30 la Anvers (Bosuilstadion) | |               |               |
| Scor: 1 – 0 (1 – 0) | |               |               |
| Spectatori: 13.924 | |               |               |
| Arbitru: Gérard Versyp, Belgia | |               |               |

## Golgheteri
11 goluri
- Mascarenhas (Sporting CP)

10 goluri
- Néstor Combin (Olympique Lyonnais)

6 goluri
- Denis Law (Manchester United FC)